# Liste nauruischer Persönlichkeiten
Siehe auch: Nauru

## Politik
- Auweyida (vor 1850–1921), König
- Eigamoiya (vor 1860–nach 1915), Königin
- Kinza Clodumar (1945–2021), Politiker
- Hammer DeRoburt (1922–1992), Unabhängigkeitsbegründer und Politiker
- Bernard Dowiyogo (1946–2003), Politiker
- Lagumot Harris (1938–1999), Politiker
- René Harris (1947–2008), Politiker
- Ludwig Scotty (* 1948), Politiker
- Baron Waqa (* 1959), Politiker

## Gestalten der nauruischen Mythologie
Die Mythologie der nauruischen Religion beinhaltet einige Figuren:
- Agar, der Großvater
- Amweb, unbeschriebene Figur
- Bagawer, Sohn des Baguewa
- Baguewa, unbeschriebene Figur
- Dabague, unbeschriebene Figur
- Demagomogum, böser Bube
- Dogonun, Sohn des Dabague
- Eigigu, junges Mädchen, welches in der Sichel des Mondes lebt
- Enogog, in der Luft schwebende und lebende Frau
- Eoiyepang, Tochter des Blitzes und des Donners
- Eyouwit, junges Mädchen (auch Eyouwout)
- Gamodogogug, Ehemann in der Legende (auch Gamodogug)
- Ramanmada, ein Junge
- Raminada, ein Held

## Kunst und Kultur
- Bethel Adam, Zweites Angam-Mädchen
- Millicent Aroi, Musikerin
- Raida Depaune, Malerin
- Eidegenegen Eidagaruwo, Erstes Angam-Mädchen
- Benny Harris (1919–1975), Musiker
- David Harris, Zeichner
- Anita Koror, Karikaturistin

## Wissenschaft/Wirtschaft
- Kieren Keke (* 1971), Arzt und Parlamentarier
- Russell Kun, Anwalt und Parlamentarier

## Sport
- Reanna Solomon (1981–2022), Gewichtheberin
- Sheba Deireragea (* 1986), Gewichtheberin
- Ebonnet Deigaruk, Gewichtheberin
- Mary Deringa, Gewichtheberin
- Tyoni Batsiua (1981–2004), Gewichtheberin
- Marcus Stephen (* 1969), früherer Gewichtheber
- Russell Kun, früherer Gewichtheber
- Isca Kam, Gewichtheber
- Rudin Thoma, Gewichtheber
- Quincy Detenamo (* 1979), Gewichtheber
- Itte Detenamo (* 1986), Gewichtheber
- Gerard Garabwan (* 1971), Gewichtheber
- Yukio Peter (* 1984), Gewichtheber
- Renos Doweiya (* 1983), Gewichtheber
- Rutherford Jeremiah, Gewichtheber
- Tommy Daniel, Gewichtheber
- Gerard Jones, Gewichtheber
- Marcus Cook, Gewichtheber
- Trent Dabwido, Gewichtheber
- Fredrick Canon (* 1976), Leichtathlet
- Paner Baguga (* 1980), Footballspieler
- Valdon Dowiyogo (1968–2016), Footballspieler